# 北海道道530号上矶停车场线
北海道道530号上矶停车场线（日语：北海道道530号上磯停車場線）是一条位于北海道北斗市的普通道级道路（北海道道）。

## 道路概况
- 起点：北海道北斗市飯生（JR北海道上矶站）
- 終点：北海道北斗市飯生
- 总距离：0.2千米

## 经过的自治体
- 渡岛综合振兴局
  - 北斗市

## 主要连接道路
- 国道228号（终点）

## 历史
- 1966年（昭和41年）3月31日 - 路線勘定（北海道告示第679号）